# هيو وايت (سياسي)
هيو وايت (بالإنجليزية: Hugh White)‏ هو محامي وسياسي أمريكي، ولد في 25 ديسمبر 1798 في الولايات المتحدة، وتوفي في 6 أكتوبر 1870. انتخب عضو مجلس النواب الأمريكي.